# Lijst van voetbalinterlands Bosnië en Herzegovina - Slovenië (vrouwen)
Deze lijst van voetbalinterlands is een overzicht van alle officiële voetbalinterlands tussen de nationale vrouwenteams van Bosnië en Herzegovina en Slovenië. De landen hebben tot nu toe acht keer tegen elkaar gespeeld.

## Wedstrijden
| № | Plaats   | Datum             | Competitie                          | Wedstrijd                        | Uitslag            |
| - | -------- | ----------------- | ----------------------------------- | -------------------------------- | ------------------ |
| 1 | Krško    | 28 augustus 2005  | WK 2007 kwalificatie                | Slovenië − Bosnië en Herzegovina | 2 − 0              |
| 2 | Sarajevo | 7 mei 2006        | WK 2007 kwalificatie                | Bosnië en Herzegovina − Slovenië | 1 − 6              |
| 3 | Rovinj   | 11 maart 2013     | Vriendschappelijk                   | Slovenië − Bosnië en Herzegovina | 0 − 0 (n.p. 6 - 5) |
| 4 | Bled     | 20 augustus 2013  | Vriendschappelijk                   | Slovenië − Bosnië en Herzegovina | 1 − 1              |
| 5 | Bled     | 22 augustus 2013  | Vriendschappelijk                   | Slovenië − Bosnië en Herzegovina | 0 − 3              |
| 6 | Umag     | 6 maart 2014      | Vriendschappelijk                   | Bosnië en Herzegovina − Slovenië | 1 − 2              |
| 7 | Zenica   | 26 september 2023 | UEFA Women's Nations League 2023/24 | Bosnië en Herzegovina − Slovenië | 1 − 1              |
| 8 | Koper    | 1 december 2023   | UEFA Women's Nations League 2023/24 | Slovenië − Bosnië en Herzegovina | 2 − 1              |

## Samenvatting
| Competitie                  | Totaal gespeeld | Winst Bosnië en Herzegovina | Gelijk | Winst Slovenië | Doelsaldo Bosnië en Herzegovina – Slovenië |
| --------------------------- | --------------- | --------------------------- | ------ | -------------- | ------------------------------------------ |
| WK-kwalificatie             | 2               | 0                           | 0      | 2              | 1 − 8                                      |
| UEFA Women's Nations League | 2               | 0                           | 1      | 1              | 2 − 3                                      |
| Vriendschappelijk           | 4               | 1                           | 2      | 1              | 5 − 3                                      |
| Totaal                      | 8               | 1                           | 3      | 4              | 8 − 14                                     |